# Moataz Zemzemi
Moataz Zemzemi ou Mootez Zemzmi, né le 7 août 1999 à Tunis, est un footballeur tunisien, qui évolue au poste de milieu gauche au sein du Club africain.

## Carrière

### En club
Formé au Club africain, il joue son premier match avec l'équipe première le 10 avril 2016 contre l'Espérance sportive de Zarzis en entrant à la 65e minute à la place d'Oussama Haddadi (match nul 1-1). Il marque son premier but le 15 mai 2016 lors de la victoire de son club à Ben Gardane contre l'Union sportive de Ben Guerdane (2-0).
Le 31 janvier 2018, il signe en faveur du RC Strasbourg. Il joue son premier match le 19 août 2018 contre l'AS Saint-Étienne au stade de la Meinau en entrant en jeu à la dernière minute à la place d'Anthony Gonçalves (match nul 1-1).

### En sélection
Il joue son premier match avec l'équipe de Tunisie le 7 juin 2019 contre l'Irak en amical au stade olympique de Radès. Il entre en jeu à la place d'Ali Maaloul à la 86e minute (victoire 2-0). 

## Statistiques
| Saison                | Club                  | Championnat           | Championnat | Championnat | Championnat | Coupe(s) nationale(s) | Coupe(s) nationale(s) | Coupe(s) nationale(s) | Compétition(s) continentale(s) | Compétition(s) continentale(s) | Compétition(s) continentale(s) | Compétition(s) continentale(s) | Tunisie | Tunisie | Tunisie | Total | Total | Total |
| Saison                | Club                  | Division              | M.          | B.          | P.d.        | M.                    | B.                    | P.d.                  | Comp.                          | M.                             | B.                             | P.d.                           | M.      | B.      | P.d.    | M.    | B.    | P.d.  |
| 2015-2016             | Club africain         | Ligue 1 Pro           | 4           | 1           | 0           | -                     | -                     | -                     | -                              | -                              | -                              | -                              | -       | -       | -       | 4     | 1     | 0     |
| 2016-2017             | Club africain         | Ligue 1 Pro           | 2           | 1           | 0           | 1                     | 0                     | 0                     | C3                             | 5                              | 2                              | 0                              | -       | -       | -       | 8     | 3     | 0     |
| 2017-2018             | Club africain         | Ligue 1 Pro           | 10          | 1           | 1           | -                     | -                     | -                     | -                              | -                              | -                              | -                              | -       | -       | -       | 10    | 1     | 1     |
| Sous-total            | Sous-total            | Sous-total            | 16          | 3           | 1           | 1                     | 0                     | 0                     | -                              | 5                              | 2                              | 0                              | -       | -       | -       | 22    | 5     | 1     |
| 2018-2019             | RC Strasbourg         | Ligue 1               | 2           | 0           | 0           | 2                     | 0                     | 0                     | -                              | -                              | -                              | -                              | 1       | 0       | 0       | 5     | 0     | 0     |
| 2019-2020             | RC Strasbourg         | Ligue 1               | 1           | 0           | 0           | -                     | -                     | -                     | -                              | -                              | -                              | -                              | -       | -       | -       | 1     | 0     | 0     |
| Sous-total            | Sous-total            | Sous-total            | 3           | 0           | 0           | 2                     | 0                     | 0                     | -                              | -                              | -                              | -                              | 1       | 0       | 0       | 6     | 0     | 0     |
| 2019-2020             | Club africain (prêt)  | Ligue 1 Pro           | 3           | 0           | 0           | -                     | -                     | -                     | -                              | -                              | -                              | -                              | -       | -       | -       | 3     | 0     | 0     |
| 2020-2021             | US Avranches (prêt)   | National              | 24          | 2           | 0           | -                     | -                     | -                     | -                              | -                              | -                              | -                              | -       | -       | -       | 24    | 2     | 0     |
| 2021-2022             | Chamois niortais      | Ligue 2               | 34          | 3           | 4           | -                     | -                     | -                     | -                              | -                              | -                              | -                              | -       | -       | -       | 34    | 3     | 4     |
| 2022-2023             | Chamois niortais      | Ligue 2               | 30          | 5           | 1           | 4                     | 0                     | 0                     | -                              | -                              | -                              | -                              | -       | -       | -       | 34    | 5     | 1     |
| 2023-2024             | Chamois niortais      | National              | 24          | 1           | 3           | 1                     | 0                     | 0                     | -                              | -                              | -                              | -                              | -       | -       | -       | 25    | 1     | 3     |
| Sous-total            | Sous-total            | Sous-total            | 88          | 9           | 8           | 5                     | 0                     | 0                     | -                              | -                              | -                              | -                              | -       | -       | -       | 93    | 9     | 8     |
| Total sur la carrière | Total sur la carrière | Total sur la carrière | 132         | 14          | 9           | 8                     | 0                     | 0                     | -                              | 5                              | 2                              | 0                              | 1       | 0       | 0       | 146   | 16    | 9     |